# Hautaget
Hautaget település Franciaországban, Hautes-Pyrénées megyében. Lakosainak száma 60 fő (2022. január 1.). Hautaget Anères, Bize, Bizous, Montsérié és Nestier községekkel határos.

## Népesség
A település népességének változása:
| Lakosok száma | 54   | 54   | 56   | 54   | 55   | 55   | 57   | 58   | 60   |
|               | 2013 | 2015 | 2016 | 2017 | 2018 | 2019 | 2020 | 2021 | 2022 |